# Corpus mamillare
Das Corpus mamillare, auch Corpus mammillare, Mammillarkörper oder Mamillarkörper (v. lat. corpus „Körper“; v. lat. mamilla „Brustwarze“), ist eine bei Primaten paarige, bei den anderen Säugetieren unpaare Erhebung an der Unterseite des Gehirns zwischen den Großhirnschenkeln (Crura cerebri). Es liegt am Vorderende des Fornix und gehört zum limbischen System.

Dreidimensionale, schematische Lagedarstellung des Corpus mamillare, als rot gefärbte Struktur erkennbar.

In ihren beiden Kerngebieten (Nucleus mamillaris lateralis und medialis) entspringen der Tractus mamillothalamicus (zu den vorderen Thalamuskernen) und der Tractus mamillotegmentalis (zur Mittelhirnhaube, Tegmentum mesencephali). Zum Corpus mamillare ziehen im Fornix Fasern aus dem Subiculum. Einige Neurone des Corpus mamillare sind histaminerg.
Im ersten entwickelten funktionellen Konzept für das limbische System, dem sogenannten Papez-Kreis (nach James W. Papez), war das Corpus mamillare noch dessen zentrales Element. Heute geht man davon aus, dass für Emotionen vorwiegend die Amygdala das zentrale Kerngebiet ist. Das Corpus mamillare spielt vermutlich eine Rolle bei Gedächtnisvorgängen. Genaues ist nicht bekannt.
Alkoholismus und Schlafapnoe können zu einer Degeneration von Corpus mamillare und medialem Thalamus führen, die sich als Korsakow-Syndrom manifestiert.